# Repas en famille
 (janvier 2025).
Un repas en famille (ou repas de famille) est une réunion familiale autour d'un repas (banquet ou festin éventuellement).
Ce repas est parfois servi par un restaurant (ou traiteur) à une famille, souvent hors des heures de pointe ou réalisé chez l'un des membres de la famille.
Il se faisait classiquement au quotidien, et plus exceptionnellement (avec alors plus de convives) à l'occasion d'un mariage, d'un enterrement, d'une fête ou d'un évènement particulier. Dans les familles éclatées et dispersées, le repas en famille tend à reculer.
Sa réussite dépend à la fois de la qualité de l’assiette, et du plaisir relationnel.

## Sociologie du repas en famille
Manger en famille et régulièrement dans une ambiance conviviale (commensalité), est réputé contribuer à entretenir les relations sociales intergénérationelles et au sein d'une même classe d'âge au niveau intra-familiales, à limiter les risques de sentiments de solitude ; supposément au profit d'une meilleure santé mentale et de relations sociales enrichies.
Ce repas, et sa préparation, jouent un rôle majeur dans la transmission de certaines habitudes socio-alimentaires et dans l'acquisition de certaines préférences alimentaires de la part des enfants.
Quelques études ont porté sur les comportements, préoccupations, motivations et priorités parentales liés à la planification et au partage des responsabilités dans la préparation du repas. Par exemple  une étude (2011) menée dans 16 régions du Québec montrait que le peu de priorité à la planification des repas est source de problèmes et de stress au moment du repas. Les parents sont conscients que cette étape influence l'efficacité, le plaisir et l’ambiance à cuisiner un repas. L’harmonie des discussions et les comportements des enfants sont importants, et les parents estiment que l’apprentissage culinaire à l’école serait une bonne chose.
Cette activité nécessite aussi des habiletés à gérer un budget et à planifier pour répondre au mieux aux souhaits de la famille.

## Repas de famille et santé
Des nutritionnistes ou des acteurs des politiques de santé publique, comme Dallacker, Hertwig et Mata (2017) ou Fulkerson, Larson, Horning et Neumark-Sztainer (2014) postulent généralement que ce repas convivial est un « moyen de prévenir des maladies liées à l’alimentation » (obésité, diabète, certaines maladies métaboliques, alcoolisme...) et/ou un levier pour améliorer la « santé mentale et sociale des convives », et ce pour les adultes comme pour les enfants et adolescents.
Pourtant, ces supposés bénéfices sont encore discutés par les scientifiques : 
- ce type de convivialité peut en effet être associé à des excès d'alcool, de gras, de sucre et à un manque d'activité physique ;
- par ailleurs, l'injonction à la convivialité est source de pression sur les mères ou grand-mères, qui prennent souvent en charge l'organisation domestique et la préparation et les suites de ces repars sables du travail alimentaire domestique.Une étude sociologique conduite de 2020 à 2023 s'est intéressée à la gestion des émotions induites par les repas de famille quotidiens. Elle a montré que la convivialité est aussi source d'un « travail émotionnel invisibilisé »[10].

Dans le contexte de la fin de l'hospitalisation d'adolescents anorexiques, « repas familial thérapeutique », associant familles et soignants, a été utilisé comme marqueur d'une étape thérapeutique (transition vers le retour hors de l'hôpital).
Les acteurs de la santé publique incitent les parents à associer les enfants à la préparation des repas en famille ou des repas de famille (ils peuvent participer aux invitations, aux achats, à la préparation des repas, au dressage de table, etc. ainsi qu'à la vaisselle et au rangement. Des bénéfices nutritionnels ont été liés à l’acte de cuisiner (surtout documentés chez les jeunes adultes et adolescents,, puis chez les enfants, au profit d'une meilleure cohésion familiale et sociale, ainsi qu'à l'acquisition d'habitudes alimentaires (ex. : fruits et légumes convenablement préparés plutôt qu'aliments industriels ou préparés). Ces préparations en commun sont aussi potentiellement favorables à une alimentation et une vie familiale plus riche en occasions d’échanges entre les différents membres de la famille et entre générations.
La fatigue des parents peut être un frein à la motivation culinaire.